# كارل يورجنسن
كارل يورجنسن (بالإنجليزية: Carl Jorgensen)‏ هو لاعب كرة قدم أمريكية أمريكي، ولد في 5 فبراير 1911 في الدنمارك في مملكة الدنمارك، وتوفي في 2 يوليو 1984.